# Chikkamallenahalli, Hassan
Chikkamallenahalli là một làng thuộc tehsil Hassan, huyện Hassan, bang Karnataka, Ấn Độ.